# يوم العهد (بهائية)

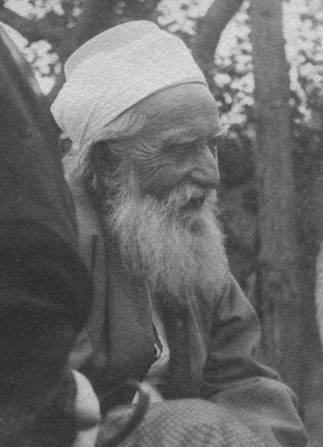
عبد البهاء خلال رحلته إلى أمريكا عام 1912.

يوم العهد هو اليوم الذي يحتفل فيه البهائيون بتعيين عبد البهاء كمركز لعهد بهاء الله. ويُحتفل به سنويًا في اليوم الرابع من خطاب "القول"، والذي يصادف إما 25 أو 26 تشرين الثاني، اعتمادًا على موعد حلول عيد النوروز في ذلك العام.
وقد ذكر عبد البهاء أن الثالث والعشرين من أيار، وهو اليوم الذي أعلن فيه الباب رسالته، يجب أن يُرتبط به حصرًا، ولا ينبغي بأي حال من الأحوال الاحتفال به كيوم ميلاده. ومع ذلك، ونظرًا لتوسلات البهائيين إلى عبد البهاء للاحتفال بيوم ميلاده، منحهم في عام 1912 يوم 26 تشرين الثاني، أي بعد 181 يومًا من صعود بهاء الله، ليكون يوم تعيين مركز العهد. وقد عُرفت هذه العطلة في الأصل باسم "جشن الأعظم" باللغة الفارسية (المهرجان الأعظم)، إذ كان عبد البهاء يُعرف بالفرع الأعظم؛ وفي الغرب، أصبح اليوم المقدس يُعرف باسم "يوم العهد".
يُعد هذا اليوم واحدًا من يومين مقدسين لدى البهائيين لا يُلزم فيهما تعليق العمل.

## الملاحظات
1. ↑  Bregger، Louis D. "Diversity calendar: Descriptions of Baha'i Holidays and Observances". Clemson University. اطلع عليه بتاريخ 2010-11-28.[وصلة مكسورة]
2. ↑  Smith، Peter (2000). "Holy days". A concise encyclopedia of the Baháʼí Faith. Oxford: Oneworld Publications. ص. 182–183. ISBN:1-85168-184-1.
3. 1 2  Mullins، Sandy. "Day of the Covenant". Bella Online. مؤرشف من الأصل في 2024-11-26. اطلع عليه بتاريخ 2008-11-01.
4. ↑  Shuette، Cheryll. "Day of the Covenant - Bahá'í Holy Day". Bella Online. مؤرشف من الأصل في 2024-12-07. اطلع عليه بتاريخ 2024-12-06.
5. ↑  Balyuzi، H.M. (2001). ʻAbdu'l-Bahá: The Centre of the Covenant of Baháʼu'lláh (ط. Paperback). Oxford, UK: George Ronald. ص. 523, note 9. ISBN:0-85398-043-8.
6. ↑  Compilations (1983). Hornby, Helen (المحرر). Lights of Guidance: A Baháʼí Reference File. Baháʼí Publishing Trust, New Delhi, India. ص. 299. ISBN:81-85091-46-3.